# Mercado del libro antiguo y de ocasión (París)

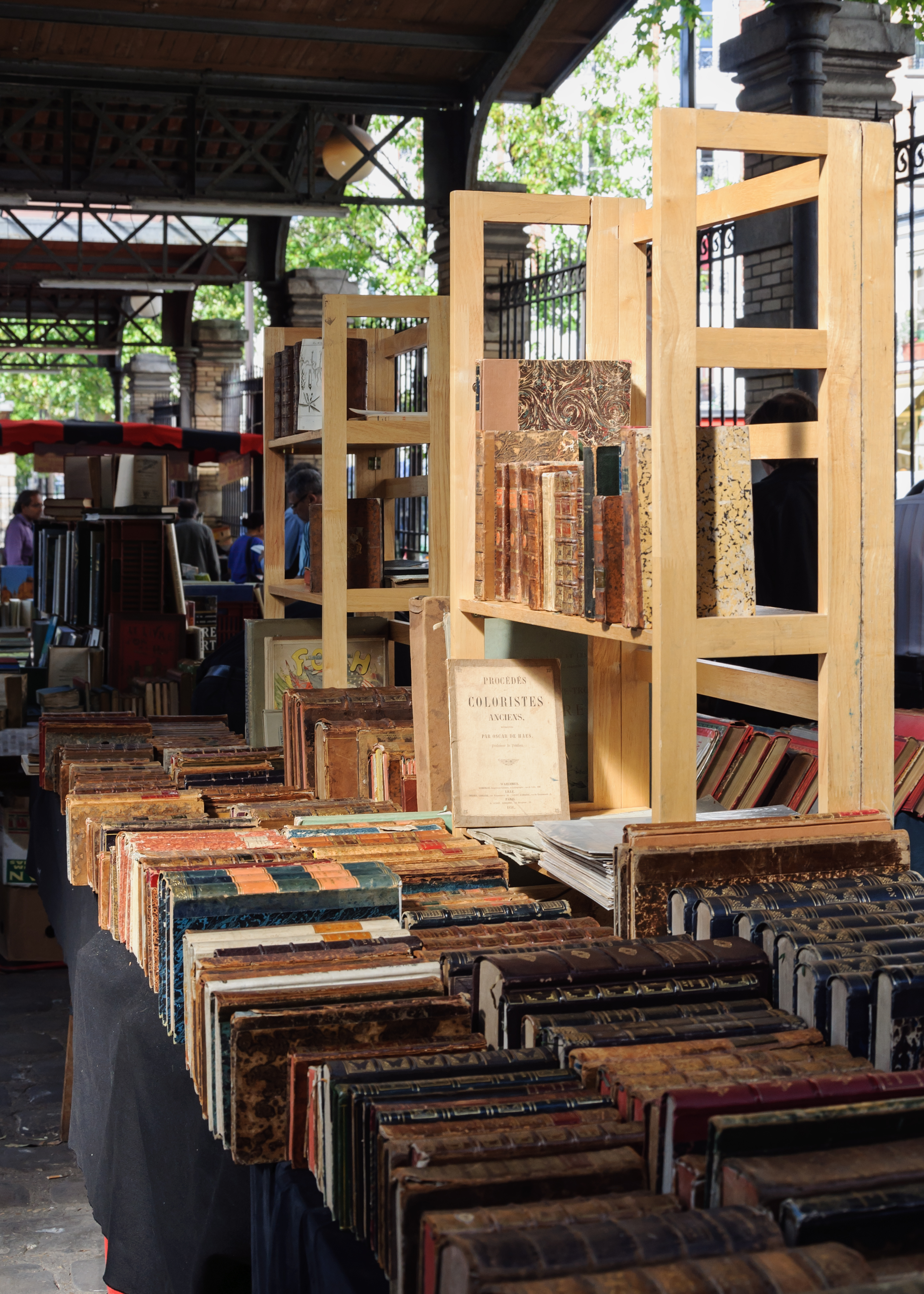
Mercado del libro antiguo y de ocasión de París.

El Mercado del libro antiguo y de ocasión (Marché du livre ancien et d'occasion) de París, inaugurado en octubre de 1987, es un mercado que se celebra los sábados y domingos desde las 9h hasta las 18h en el parque Georges-Brassens. Hay unos 60 libreros de viejo. 